# جهان اونال
جهان اونال (انگلیسی: Cihan Ünal؛ زادهٔ ۲۲ ژانویهٔ ۱۹۴۶) بازیگر اهل ترکیه است. وی از سال ۱۹۶۰ میلادی تاکنون مشغول فعالیت بوده‌است.